# باربرا فراي
باربرا فراي (بالألمانية: Barbara Frey) (و. 1955 – م) هي ممثلة، من ألمانيا، ولدت في شتوتغارت.

## وصلات خارجية
- باربرا فراي على موقع IMDb (الإنجليزية)
- باربرا فراي على موقع قاعدة بيانات الفيلم (الإنجليزية)
- باربرا فراي على موقع كينوبويسك (الروسية)